# Осада Дерпта (1656)
Осада Дерпта (август 1656 года) — осада русской армией под командованием князя Алексея Трубецкого крепости Дерпт (Юрьева-Ливонского) в ходе русско-шведской войны 1656-58 годов, завершившаяся взятием крепости.

## Предыстория
По плану русского командования, в кампанию 1656 года главный удар наносился на Ригу, куда из Полоцка выдвинулась крупная армия во главе с царём Алексеем Михайловичем. Вспомогательные удары наносились из Пскова на Юрьев и из Новгорода — на Нотебург (Орешек) и Ниеншанц. Взятие Дерпта было поручено армии Алексея Трубецкого. 18 июля 1656 года передовые отряды русской армии выступили в поход. В конце июля без сопротивления была захвачена пограничная крепость Нейгаузен (Новгород-Ливонский).

## Силы сторон
Хотя юрьевское направление было вспомогательным, армия Трубецкого была довольно многочисленной. По росписи в её составе насчитывалось 5546 человек конницы (3327 дворян, 832 рейтара, 623 татарина, 622 казака, 102 новокрещена) и около 5000 пехоты (3 стрелецких приказа и 4 солдатских полка нового строя) и был разделён на четыре воеводских полка:
- Полк А. Н. Трубецкого (около 5900 человек)
- Полк Ю. А. Долгорукова (около 2900 человек)
- Полк С. Р. Пожарского (около 1000 человек)
- Полк С. А. Измайлова (около 650 человек).).[2].

На деле значительная часть полков по традиции выступила не в полном составе. Наибольший некомплект наблюдался в солдатских полках нового строя (до 50 %). В итоге численность армии достигала лишь около 8000 чел. В ходе осады армия получила незначительные подкрепления, в том числе два небольших солдатских полка (около 700 человек)
Артиллерия армии Трубецкого первоначально включала только полковую артиллерию пехоты. Высланная ему в поддержку ещё в начале мая артиллерия (34 орудия) прибыла только к середине осады.
Гарнизон крепости под командованием Ларса Флеминга состоял из пехотного полка полковника Каспара Коскуля (448 солдат в 5 ротах), 45 артиллеристов и около 100 регулярных кавалеристов. Их поддерживали несколько сотен вооружённых бюргеров.

## Осада крепости
Основные силы русской армии подошли к крепости в первых числах августа. Армия расположилась в двух лагерях по обеим сторонам реки Омовжа (Эмбах). Командование лагерями приняли А. Н. Трубецкой и Ю. А. Долгоруков. Воевода не решился предпринять штурм и приступил к осаде. Сначала была предпринята попытка совершить подкоп под стены, тем временем вокруг крепости строились шанцы и устраивались места для размещения батарей. Шведский гарнизон активно противодействовал осадным работам, предпринимая частые вылазки (14 августа, 24 августа, 2 сентября, 8 сентября, 30 сентября), в одной которой которых был убит командир солдатского полка подполковник Камал, а в другой ранены два другим командира полков — Т. Гейс, И. Трейден.
Попытка подкопа не удалась, так как направление подкопа было указано шведам перебежчиком — Д. Лундом, в итоге осаждённые «тайным обычаем из своего рва перекопали блиско города». Не давало эффекта и применение артиллерии . Лучшие осадные орудия были отправлены в главную армию под Ригу, количества и мощи имеющейся не хватало. Попытки привезти из Пскова крупные орудия не увенчались успехом из-за недостатка боеприпасов и необходимых кораблей для транспортировки.
К этому времени главная армия уже потерпела неудачу при осаде Риги. 23 октября Трубецкой получил царское разрешение прервать осаду и отступать к Новгороду и Пскову, но к этому времени шведский гарнизон согласился на почётную капитуляцию. На это повлияли большие потери от обстрелов и болезней (к концу осады осталось только 140 солдат) и отсутствие помощи и известий извне. Остатки гарнизона получили разрешение уйти в Ревель «свободно и беспрепятственно под надёжным конвоем со всем имуществом, с развевающимися знамёнами, … с пулями во рту, заряженными пистолетами, зажжёнными фитилями». Большинство из четырёх тысяч жителей добровольно остались в городе.

## Бои в окрестностях города
Боевые действия не ограничивались исключительно боями у стен крепости. Шведские войска предпринимали попытки прорвать блокаду и провести в Юрьев подкрепления. С другой стороны части осадной армии препятствовали этому, а также пытались захватить соседние замки. Первая попытка была предпринята в самом начале осады, когда отряд генерал-майора фон Штрайфа (около 1200 человек рейтар и драгун) попытался прорваться к крепости. Против него был направлен сводный отряд четвёртого воеводы С. А. Измайлова (12 сотен дворян и рейтарский полк Д. Фанвисина). Столкновение произошло 17 августа 1656 года на реке Гафа. Обе стороны понесли небольшие потери: шведы 7 убитыми, в том числе 1 майор, русские — 4 убитыми и 36 ранеными, в том числе воевода и полковник. Скорее всего, русский отряд был внезапно атакован рейтарами, так как потерял 9 знамён. Шведская пропаганда впоследствии увеличила потери русских войск до 400 рейтар и 80 драгун, то есть в 120 (!) раз.
18 августа русским отрядом пехоты (стрельцы, драгуны и казаки) под командованием кн. С. С. Горчакова штурмом был взят замок Кастер (Кастри). В ходе штурма отряд понёс большие потери — 15 убитыми и 76 ранеными. В замке был оставлен гарнизон в 200 человек.
Очередное столкновение с полевыми войсками шведов произошло в конце августа, когда в лагерь поступило сообщение о том, что в 25 верстах от Юрьева был обнаружен отряд, насчитывавший 23 «знамени конных и пеших» (до 2000 чел.). Против них был направлен сводный корпус под общим командованием князя Семёна Романовича Пожарского (до 3000 человек конницы). Шведы отступили и воеводе удалось только разбить небольшой отряд на мельнице Пиба. В самом конце осады русским отрядом был захвачен замок Ацель (Говья).

## Значение осады
Взятие Юрьева стало крупнейшим успехом русской армии в войне, особенно значимым на фоне неудачи главной русской армии при осаде Риги. Удержание крупного военно-политического центра Восточной Ливонии прикрывало псковские и новгородские земли. Город, несмотря на попытку шведов отбить его, остался в руках русских войск до конца войны и по Валиесарскому перемирию был передан России. Лишь в 1661 году по условиям Кардисского мира 1661 года город был возвращён Швеции.